# Icke-minimalt kopplad inflation
Icke-minimalt kopplad inflation är en inflationsmodell där konstanten som kopplar gravitation till inflatonsfältet inte är liten. Kopplingskonstanten brukar representeras av {\displaystyle \xi } (Xi),  som återfinns i verkan (konstruerat genom att modifiera Einstein–Hilbert-verkan):
{\displaystyle S=\int d^{4}x{\sqrt {-g}}\left[{m_{P}^{2} \over 2}R-{1 \over 2}\partial ^{\mu }\phi \partial _{\mu }\phi -V(\phi )-{\xi  \over 2}R\phi ^{2}\right]}
{\displaystyle \xi } representerar styrkan av interaktionen mellan {\displaystyle R} and {\displaystyle \phi }, som hänför sig till krökningen av rymden och storleken på inflatonfältet respektive.